# Momento musical
Momento musical es una pieza corta, originaria del romanticismo, compuesta generalmente con forma de lied (A-B-A). Su estilo no es concreto, y suele adoptar formas muy diversas.
Son célebres los Momentos musicales de Schubert, que son piezas para piano.